# Festival de Folclore de Võru

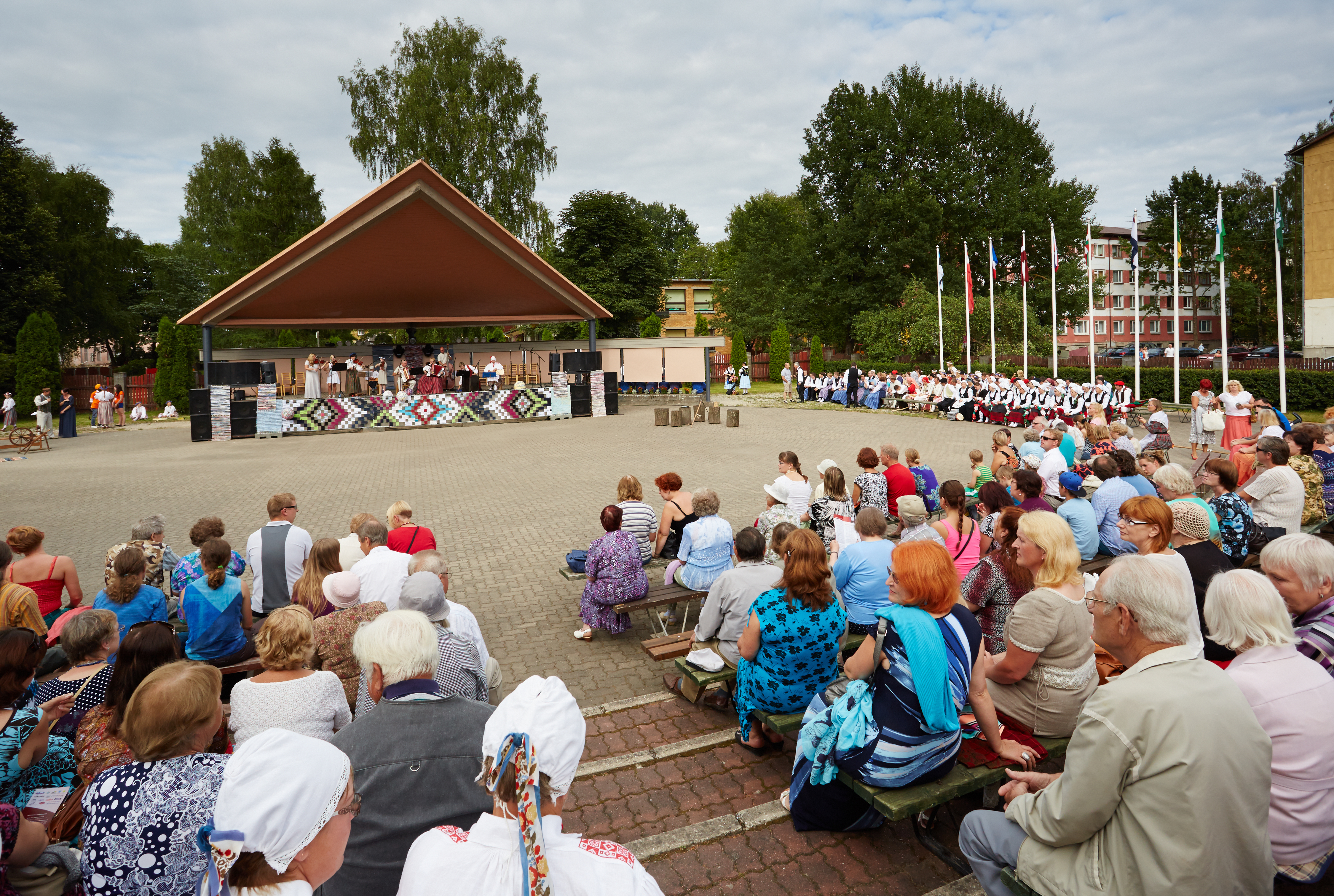
Festival de Folclore de Võru em 2014

O Festival de Folclore de Võru (em estoniano:  Võru folkloorifestival) é um festival internacional com foco em atividades relacionadas ao folclore e que ocorre anualmente em Võru, na Estónia. Este festival é o maior e mais antigo festival folclórico anual da Estónia.
O primeiro festival aconteceu em 1995.
Todos os anos cerca de 10.000 pessoas visitam o festival.
O festival faz parte do calendário do Conselho Internacional de Organizações de Festas de Folclore e Artes Folclóricas.